# Sendangharjo (Karangrayung)
Sendangharjo is een bestuurslaag in het regentschap Grobogan van de provincie Midden-Java, Indonesië. Sendangharjo telt 9204 inwoners (volkstelling 2010).